# Буквички
Буквички (на италиански: Alfabeto) е българското назоваване на специфични тестени макаронени изделия – полуфабрикати.

## Описание
Буквичките са вид макарони, която е била нарязана механично или притисната във форми на букви от азбуката.
Често се сервира като супа (азбучна супа), продава се в кутия с кондензиран бульон. Друга разновидност, Alphagetti, се състои от макарони във формата на букви в сос „Маринара“ или спагети.

## Произход
Не е ясно кой е измислил азбучната супа. Още през 1867 г. Raleigh's Tri-Weekly Standard се позовава на факта, че буквите на азбуката заменят други форми на макарони, за да придадат „тяло на нашия бульон“. През 1883 г. Готварската книга на готварската школа Чикаго Хералд (The Chicago Herald Cooking School cookbook) предоставя рецепта за супа, наречена „спагети с азбука от същия материал като макарони, напечатана (нарязана) с букви“. През януари 1900 г. буквичките са в менюто в Au Lion d'Or в Ню Йорк. Knorr го продава в Европа още през 1910 г. През 1908 г. на Wilbur Wright била сервирана азбучна супа в Льо Ман, Франция.
Също така не е ясно дали на първо място е супата или езиковия термин за прекомерност на съкращението; историкът по храните Джанет Кларксън отбелязва, че „първата справка, която открих досега, за метафоричната азбучна супа, се среща и през 1883 г., в цитат на инициатора на списание „Life“ John Ames Mitchell, като се позовава на преподаването на сина си чрез азбучна супа (АБВ-то) на бизнеса.“
- Буквички на супа
- Буквички, сурови